# Henry (còmic)
Henry, és una tira còmica creada l'any 1932 per Carl Thomas Anderson, al setmanari Saturday Evening Post. El personatge en els seus inicis era una pantomima humorística d'anècdotes auto conclusives, amb un nen que no parlava i amb un cap amb forma de bombeta. Després d'un parell d'anys d'èxit del personatge es va convertir en còmic, el King Features Syndicate se'n va encarregar de la seva distribució i el 17 de desembre de 1934 es va començar a publicar als diaris dels Estats Units i les pàgines dominicals el 3 de març del 1935.

## Trajectòria editorial
Carl Anderson, va crear el personatge en l'àmbit de la vinyeta humorística, però va ser al setmanari Saturday Evening Post on va tenir una major difusió, després d'un parell d'anys d'èxit del personatge al setmanari i quan va començar la distribució per part de l'agència King Features Syndicate es va convertir en còmic i es va publicar a la premsa en format de tires diàries el 17 de desembre de 1934 i a pàgines dominicals el 3 de març del 1935.
Va crear el personatge quan tenia setanta anys, el 1942 va deixar de dibuixar i es va retirar cedint els drets a partir del gener d'aquell mateix any als seus ajudants. A Jhon Liney, assistent des del 1940 li donaren la titularitat de les tires i a Don Trachte, que havia treballat amb el personatge des del començament de la sèrie li entregaren l'autoria de les planxes dominicals. Durant tres anys diferents dibuixant anònims se n'encarregaren de les planxes dominicals mentre el titular era a l'exèrcit.
Jack Tippit, va adquirir les “tires” el 1979 quan va morir Liney, fins al 1983 que van passar a mans de Dick Hodgins, Jr.
El 1948, va morir Carl Anderson, i el seu personatge es va continuar editant fins al 2005.

## Dades de Publicació
Publicacions on s'ha publicat el Personatge
| Publicació / Títol   | Any de Publicació | Editorial                | Format         | Enquadernació | Mides      | Números | Pàgines | Notes             |
| -------------------- | ----------------- | ------------------------ | -------------- | ------------- | ---------- | ------- | ------- | ----------------- |
| AMA                  | 1958 ?            | Sense dades              | Quadern Plegat |               | 29 x 24 cm | 34      | 16 i 8  | Al número 30      |
| Chito Extraordinario | 1974              | Juan Martí Pavón, Editor | Revista        | Grapa         | 27 x 20 cm | varis   | 21      | Al número 10 i 11 |